# Hermann von Kiesenwetter

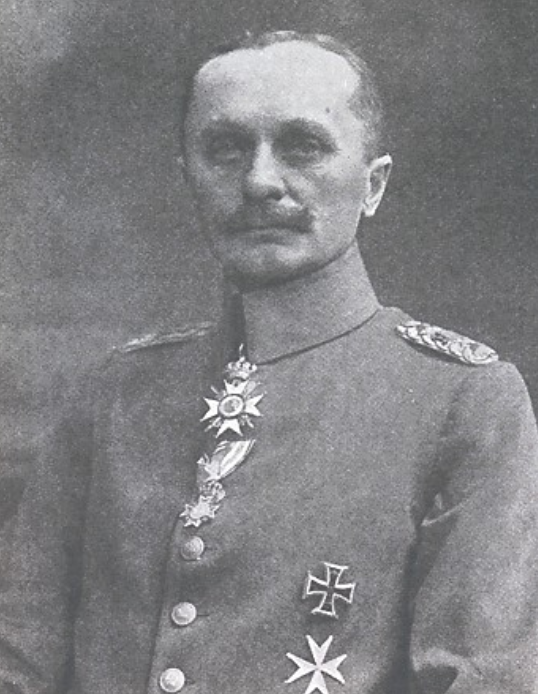
Hermann von Kiesenwetter

Ernst Hermann von Kiesenwetter (* 25. Februar 1865 in Bautzen; † 27. Mai 1926 in Berlin) war ein sächsischer Generalmajor.

## Leben

### Familie
Die Familie Kiesenwetter ist ein Adelsgeschlecht aus dem Kurfürstentum Sachsen. Hieronymus Khisewetter erhielt als kursächsischer Stiftskanzler in Merseburg den rittermäßigen Adelsstand per Diplom, ausgestellt am 1. Januar 1565 zu Wien. Die Familie teilte sich während des 17. Jahrhunderts in zwei Linien.
Ernst August Hellmuth von Kiesenwetter, aus der zweiten Linie zu Leippa, wurde königlich sächsischer Geheimer Regierungsrat und war ein bedeutender Entomologe. Er heiratete am 21. Mai 1855 in Dresden Klara Maria von Erdmannsdorff (* 12. Juli 1825 in Zibelle; † 1. April 1886 in Dresden). Sie waren die Eltern Hermanns.

### Militärkarriere
Kiesenwetter besuchte seit 1875 das Vitzthumsche Gymnasium in Dresden, wo er im Ostern 1880 die Reifeprüfung ablegte. Er trat am 23. November 1883 als Fähnrich in das 1. Königlich Sächsische Jäger-Bataillon Nr. 12 der sächsischen Armee ein, wo er am 20. September 1884 zum Leutnant avancierte. Er blieb die folgenden Jahre weiterhin im Bataillon und wurde in dieser Eigenschaft am 16. September 1891 zum Oberleutnant befördert. Er wurde 1894 zum 9. Infanterie-Regiment Nr. 133 versetzt und dort bis 1896 als Adjutant des Bezirkskommandos Döbeln verwendet. In dieser Eigenschaft diente er ab 1895 im 1. Königlich-Sächsischen (Leib-)Grenadier-Regiment Nr. 100 und wurde 1896 wieder in das 1. Jäger-Bataillon Nr. 12 zurückversetzt. Nach Beförderung zum Hauptmann am 22. Juni 1897 diente er als Kompaniechef im 3. Jäger-Bataillon Nr. 15. Die nächsten Jahre diente er ab 1900 im 15. Infanterie-Regiment Nr. 181 und ab 1902 wieder in seinem Stamm-Bataillon. 
1903 wurde er mit dem Ritterkreuz I. Klasse des Sachsen-Ernestinischen-Hausorden ausgezeichnet. Er wurde in dieser Eigenschaft am 21. Mai 1907 zum Major befördert und dem Bataillon aggregiert. Am 8. Juni 1907 erhielt zusammen mit seinen älteren Brüdern Ernst, sächsischer Regierungsrat, und Otto, sächsischer Rittmeister, eine Eintragung in das königlich sächsische Adelsbuch unter der Nummer 269. Eine königlich sächsische Genehmigung zur Weiterführung der Namensform von Kiesenwetter erfolgte am 16. November 1912 zu Dresden für alle drei. Ab dem 27. März 1909 diente er als Bataillonskommandeur im 1. (Leib-)Grenadier-Regiment Nr. 100 und wurde in dieser Eigenschaft 1911 zum Oberstleutnant befördert. Im Herbst 1911 kehrte er erneut zu seinem Stamm-Bataillon in Freiberg zurück und kommandierte dieses bis Ausbruch des Ersten Weltkrieges. Er wurde am 28. Februar 1912 Ehrenritter des Johanniterordens.
Den Anfang des Krieges verbrachte er durch in Dienste erlittenen schweren Herzleiden in ärztlicher Genesung in Bad Reichenhall. Er kommandierte noch das Reserve-Infanterie-Regiment Nr. 101 an der Westfront, wurde mit dem Ritterkreuz des Militär-St.-Heinrichs-Ordens ausgezeichnet, musste aber wegen erneuter gesundheitlicher Probleme 1915 als Oberst aus dem aktiven Dienst ausscheiden. Er diente trotzdem noch beim Stabe der Landwehr-Inspektion in Dresden, wo er in Anerkennung seiner Leistungen noch zum Generalmajor befördert wurde.

### Ehe und Nachkommen
Hermann von Kiesenwetter verlobte sich 1899 in Wurzen mit Anne Marie Eckhardt. Beide heirateten am 28. März 1900 in Ammelshain. Das Paar hatte zwei Töchter und einen Sohn.